# Invoer (handel)

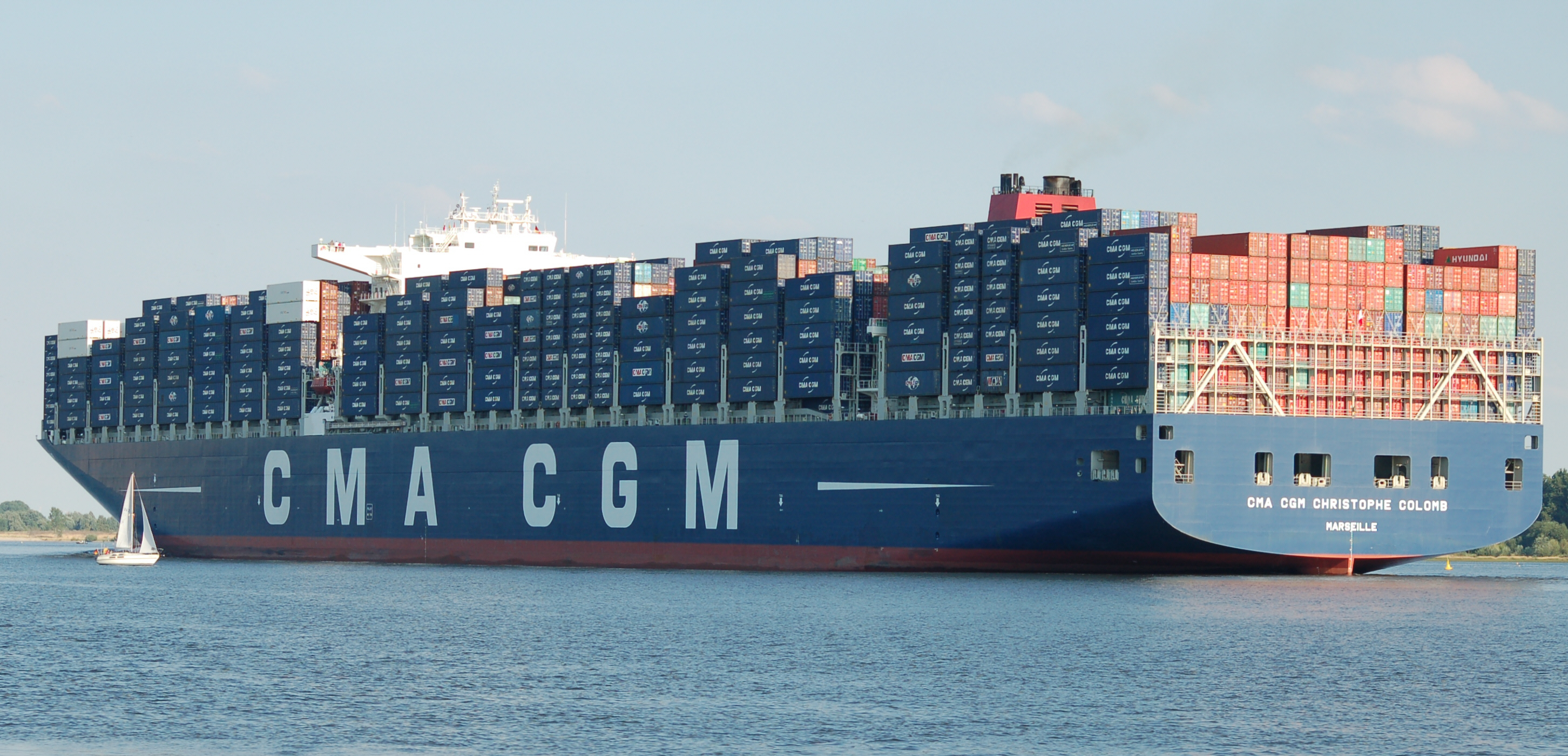
Containerschip

Invoer of import is in de internationale handel het overbrengen van goederen en diensten uit het buitenland naar het eigen land. Vanuit het land van verzending wordt deze handeling gezien als uitvoer (export).
Het invoeren van goederen gebeurt vaak uit noodzaak, omdat producten te duur geproduceerd worden in eigen land of er gewoon niet aanwezig zijn. België voert bijvoorbeeld een bepaald fruit in omdat het in het land zelf niet aanwezig is.
Ook diensten kunnen ingevoerd worden. Eigen inwoners die in het buitenland vakantie vieren, zijn ook onderdeel van de invoer. Kijk hiervoor naar de geldstromen: als er geld door de eigen inwoners voor goederen of diensten aan het buitenland wordt betaald, is dat invoer. Deze toeristen betalen in het buitenland onder andere voor overnachtingen, vertier en vervoer en gaan uit eten.
Invoer kan onder meer beperkt worden door protectionistische maatregelen zoals het heffen van invoerrechten of het opleggen van invoerquota's, en door de aanwezigheid van bepaalde intellectuele eigendomsrechten.